# نکوکلی
نکوکلی (به اسپانیایی: Necoclí) یک سکونتگاه مسکونی در کلمبیا است که در بخش انتیوکیا واقع شده‌است.